# The Visitor (2023)
The Visitor ist eine pornografische Filmkomödie von Bruce LaBruce. Der Film mit dem Burlesque-Künstler Bishop Black in der Titelrolle ist eine Neuinterpretation von Teorema – Geometrie der Liebe von Pier Paolo Pasolini und enthält explizite Sexszenen. The Visitor feierte im Februar 2024 bei den Internationalen Filmfestspielen in Berlin seine offizielle Weltpremiere. Anfang Dezember 2024 erschien der Film in den deutschen Kinos.

## Handlung
In London steigen mehrere identisch aussehende Männer an verschiedenen Orten in der Stadt aus ihren Koffern. Sie alle sind geflüchtete Schwarze. Einer von ihnen wird an das Ufer der Themse gespült und von einem Obdachlosen gefunden. Der Mann, der einem Adonis gleicht, kommt in das Haus einer gutbürgerlichen Familie. Die Dienstperson gibt ihm neue Kleidung und stellt ihn der Familie als ihren Neffen vor. Nachdem er gemeinsam mit ihnen gegessen hat, sind alle von dem schönen Mann angetan. Er genießt die Bewunderung und präsentiert der Dienstperson stolz die Beule in seiner Badehose, als diese den Rasen mäht. Die Tochter fotografiert den neuen Mitbewohner, der sich gerne knapp bekleidet im Garten auf einer Liege räkelt. Die Mutter ist von seinem fußballerischen Talent angetan, das er nur zu gerne lediglich in einer roten Badehose unter Beweis stellt. Als der Vater zu ihm in den Pool steigt, kann er nicht anders und gibt sich ihm hin. Die Tochter schaut zu, wie ihn der neue Mann im Haus verführt, und macht kurzentschlossen mit. Als er als letztes auch den Sohn willig macht, kommt wiederum der Vater hinzu und hat mit beiden Sex.
Doch bald erklärt der Fremde der Familie, er sei ein pansexueller Freedomfighter und müsse nun gehen. Sein Besuch hat jedes einzelne Mitglied der Familie verändert und auch die Dienstperson. Sie gehen fortan ungehemmt ihren Passionen und Obsessionen nach. Der Vater fühlt sich befreit, lebt seine schwule Seite aus und cruist im Wald mit jungen Männern. Seine Frau hat einen jungen Liebhaber für SM-Spielchen gefunden. Die Tochter schaut sich immer wieder die Fotos und Selfies an, die sie mit dem Gast gemacht hat. Sie ist schwanger und bringt alleine auf ihrem Zimmer unter Geschrei und Schmerzen ein Kind zur Welt, das seinem Vater sehr ähnelt.

## Produktion

### Filmstab und Besetzung
Regie führte Bruce LaBruce, der gemeinsam mit Alex Babboni und Victor Fraga auch das Drehbuch schrieb, die bei The Visitor zudem als die beiden Produzenten in Erscheinung treten. Bruce LaBruce gilt als einer der wichtigsten Regisseure des New Queer Cinemas. Von ihm stammen weiterhin eine ganze Reihe kontroverser, subversiver Filme. Bei The Visitor handelt es sich um eine Neuinterpretation von Teorema – Geometrie der Liebe von Pier Paolo Pasolini aus dem Jahr 1968.
Bishop Black spielt den Gast. Er ist überwiegend als Performer auf der Bühne im Bereich Neo-Burlesque tätig und arbeitet zudem als Model. Black war bereits zuvor in einer Vielzahl von Kurzfilmen, Musikvideos und Spielfilmen zu sehen, die zumeist bei LGBT-Filmfestivals zu sehen waren, so in Berlin Drifters von Kôichi Imaizumi und Nachtkatzen von Valentin Merz. In einer Inszenierung des Musicals Hair am Deutschen Theater Göttingen und verschiedenen Stücken im Ballhaus Naunynstraße Berlin und der Chisenhale Gallery London wirkte er ebenfalls mit. Macklin Kowal spielt den Vater der Familie, der er einen Besuch abstattet, und Amy Kingsmill die Mutter. Ray Filar und Kurtis Lincoln sind in den Rollen ihrer Kinder zu sehen. Luca Federici spielt die Dienstperson der Familie. John Foley spielt den Obdachlosen, der den ramponierten Koffer mit dem Geflüchteten darin zu Beginn des Films findet.

### Filmmusik und Veröffentlichung
Filmkomponistin Hannah Holland, die The Visitor mit Techno-Beats unterlegte, war zuletzt für die britische Miniserie Nur für Erwachsene tätig. Das Soundtrack-Album mit insgesamt 21 Musikstücken wurde Ende September 2024 von Spotlight Records als Download veröffentlicht.
Eine erste Vorstellung des Films erfolgte am 23. Oktober 2023 bei der Frieze Art Fair. Die offizielle Weltpremiere des Films fand am 17. Februar 2024 bei den Internationalen Filmfestspielen in Berlin statt, wo er in der Sektion Panorama gezeigt wurde. Im Juni 2024 wurde er beim Festival Internacional de Cine en Guadalajara vorgestellt. Im September 2024 wurde er in elf Städten beim Queerfilmfestival gezeigt. Die Vertriebsrechte für den Film sicherte sich Best Friend Forever. Der Kinostart in Deutschland erfolgte am 5. Dezember 2024, wo der Film von der FSK keine Jugendfreigabe erhielt.

## Rezeption

### Kritiken
Thomas Abeltshauser schreibt in der Berliner Morgenpost, mit The Visitor verneige sich der kanadische Queerpunkfilmer Bruce LaBruce vor einem seiner großen Vorbilder Pier Paolo Pasolini und dessen Teorema und habe dem Film nun ein mit Agitprop aufgeladenes und sehr explizites Update gegeben. Subtil sei der Undergroundfilmer noch nie gewesen, doch selten langweile er so wie hier. LaBruce habe Pasolinis gesellschaftskritischer Anordnung in diesem als Videoinstallation konzipierten Werk nichts Neues hinzuzufügen, von expliziten Oberflächenreizen, Techno-Soundtrack und pseudoprovokanten Politphrasen abgesehen. Ein Skandal sei daran allenfalls, wie unfassbar plump und öde das alles ist.

### Auszeichnungen
Festival Internacional de Cine en Guadalajara 2024
- Nominierung für den Premio Maguey[6]

Internationale Filmfestspiele Berlin 2024
- Nominierung für den Panorama Publikumspreis (Bruce LaBruce)
- Nominierung für den Teddy Award[11]